# 横山昭市
横山 昭市（よこやま しよういち、1928年8月7日 - 2023年11月10日）は、日本の地理学者（専攻は人文地理学なかんずく政治地理学）。愛媛大学名誉教授。

## 来歴
1928年（昭和3年）東京都渋谷区生まれ。東京高等師範学校文科（地理・歴史専攻）3年修了、東京文理科大学（後の筑波大学）地理学専攻卒。1965年（昭和40年）『香港工業化の研究』にて理学博士（東京教育大学）。
愛媛大学文理学部助教授、同法文学部教授に就く。
この間、米国ワシントン大学客員研究教授、総理府事務官・国土庁国土審議会特別委員、愛媛県文化の里整備委員長、県史編纂部会長、しまなみ海道イベント企画委員長、愛媛県文化振興財団評議員、愛媛県美術館運営委員などを歴任。
1994年（平成6年）愛媛大学名誉教授、同年4月から2000年3月末まで愛媛県調査役。
建設省、運輸省、国土庁などの委員として、あるいは愛媛県の設置する各種委員会・審議会等に委員として就任し、国土計画・地域計画づくり・四国開発・交通問題・本四架橋問題等に大学人としての立場から参画してきた。ざっくばらんな性格で、委員会の意見とりまとめ等にも手腕を発揮した。愛媛大学退官後も、県に調査役として招かれた。愛媛県当局との関係は深く、当時の伊賀貞雪知事の4選を目指す選挙戦に際し体制派（現職派）として現職（伊賀）応援に回った。結果は、伊賀は敗れ、加戸守行が新たに知事の座に就いたが、横山も2000年3月末で調査役を退いて愛媛県当局との関係は希薄になった。その後地域交流センターの顧問に就いている。
愛媛県文化振興財団発行の『文化愛媛』編集委員長を長く務めていた。
地理学者らしく好んでカメラで各地の模様を撮影し、一部は著書に掲載されている。
また、船の模型制作も趣味としていた。
2023年11月10日、老衰のため、松山市の病院で死去した。95歳没。死没日付をもって正四位に叙され、瑞宝中綬章を追贈された。

## 著書
単著
- 『香港工業化の研究』（文部省学術助成図書、大明堂、1969年）
- 『首都』（日本都市学会賞受賞、大明堂、1988年）
- 『四国経済風土記』（1994年）
- 『地域政策の課題』（大明堂、1994年）
- 『愛媛・新風土記』（愛媛県文化振興財団、2000年）

監修
- （松友孟・影浦勉）『愛媛風土記』旺文社、1991年）

編著
- 『肱川-人と暮らし』（愛媛県文化振興財団、1988年）

など。
　その他論文・寄稿等は多数。